# Bowmore (distilleria)
Bowmore è una distilleria scozzese produttrice di whisky, situata nell'omonimo villaggio sulla sponda sud orientale del Loch Indaal, sull'isola di Islay. Fondata nel 1779, è una delle più antiche distillerie scozzesi. È di proprietà di Morrison Bowmore Distillers, una holding di Beam Suntory, facente parte della società giapponese Suntory.

## Storia
La distilleria venne fondata nel 1779 da John P. Simson, commerciante locale, prima di passare alla famiglia tedesca Mutter. James Mutter, il capofamiglia, era un contadino e agente consolare per l'Impero ottomano, portoghese e brasiliano presso il consolato di Glasgow. Egli ampliò gli impianti produttivi della distilleria, importando orzo e carbone dalla terraferma con una nave a vapore di sua proprietà per intensificare la produzione ed esportare il whisky a Glasgow. 
Nel 1925 la proprietà passò a JB Sceriff & Co. fino al 1950, quando venne rilevata da William Grigor & Son. Durante la seconda guerra mondiale la produzione venne interrotta per ospitare gli idrovolanti del comando costiero della RAF, impegnati nella lotta antisommergibile. 
Nel 1963 Stanley P. Morrison e James Howat rilevarono la distilleria, costituendo la Morrison Bowmore Distillers, acquistata nel 1994 dal gruppo giapponese Suntory, già azionista della Morrison Bowmore. 

## Produzione
L'orzo utilizzato nella produzione di whisky viene raccolto sull'isola di Islay, ma le quantità prodotte non sono sufficienti per soddisfare la domanda della distilleria, perciò viene importato anche dalla terraferma. La fermentazione avviene in lavatoi di legno seguendo il metodo tradizionale, mentre l'orzo proveniente dalla terraferma arriva alla distilleria già maltato. Il calore dei processi di distillazione viene utilizzato per riscaldare una piscina pubblica costruita in uno dei vecchi magazzini della distilleria. 
Uno dei magazzini di stagionamento (chiamato "nº1 Vaults") è il più antico di tutta la Scozia, ed è l'unico situato sotto il livello del mare. Le particolari condizioni climatiche lo rendono particolarmente adatto per la maturazione di whisky invecchiati.